# ميدالية بينجامين فرانكلين

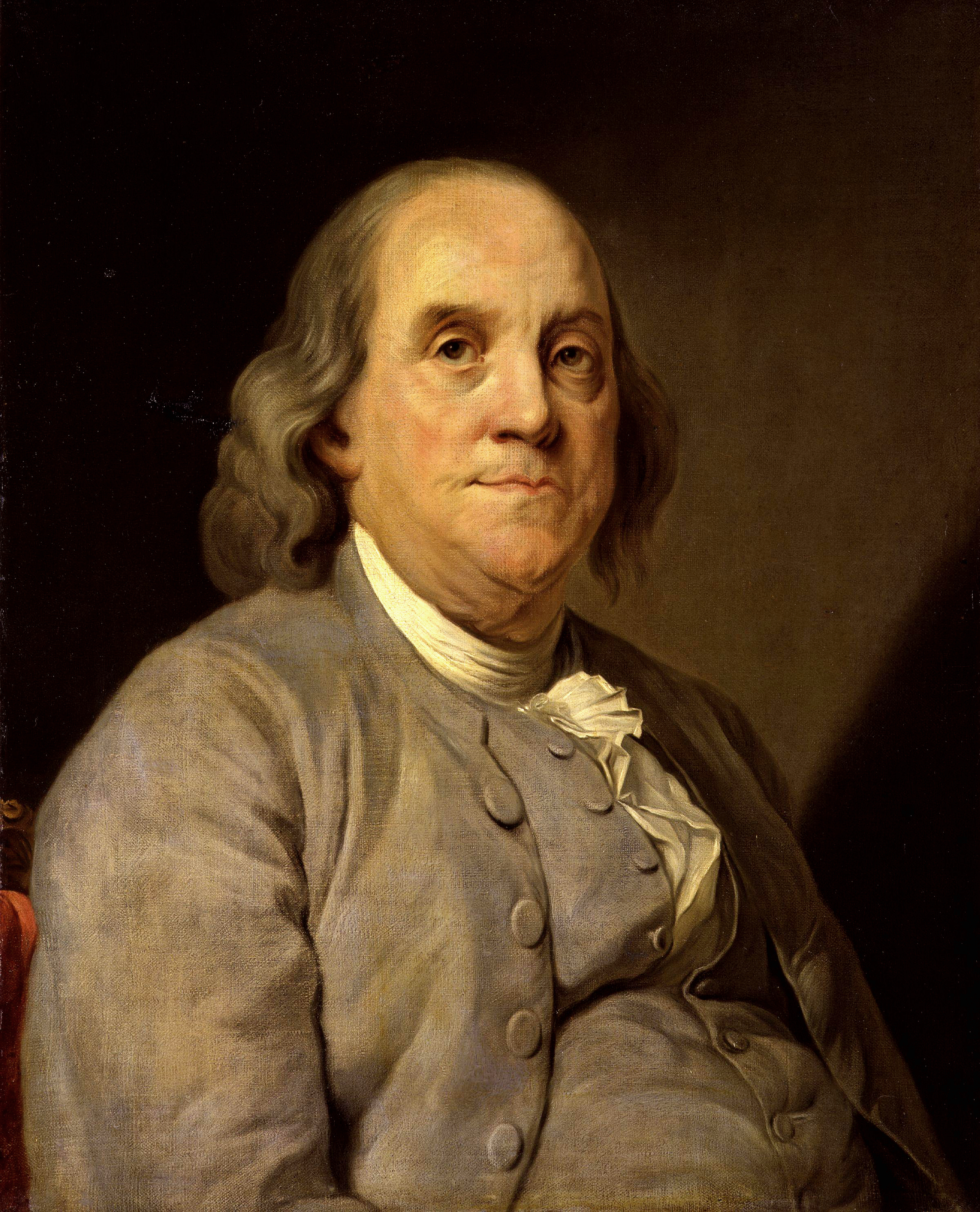
بنجامين فرانكلين.

وسام بنجامين فرانكلين هي جائزة تمنح في مجالات العلوم والهندسة من قِبل معهد فرنكلن في فيلادلفيا بالولايات المتحدة الأمريكية.
منذ عام 1824 تشتمل جوائز معهد فرانكلين على ميداليات بنجامين فرانكلين في سبعة مجالات للعلوم والهندسة، وجوائز باور وجائزة الإنجاز في العلوم، وجائزة باور لقيادة الأعمال.

## ميداليات بنيامين فرانكلين
في عام 1998 ، تم إنشاء ميداليات بنيامين فرانكلين من خلال إعادة تنظيم جميع الميداليات الممنوحة التي قدمها معهد فرانكلين في ذلك الوقت، إلى ميداليات جماعية تعترف بمجالات الدراسة السبعة: الكيمياء، الكمبيوتر والعلوم المعرفية، علوم الأرض والبيئة، الهندسة الكهربائية، علوم الحياة، الهندسة الميكانيكية، والفيزياء. تم تقديم أول ميداليات بنجامين فرانكلين في عام 1998.
يتم اختيار الميداليات من قبل لجنة العلوم والفنون (CS&A) بعد إجراء تحقيق شامل.

## جوائز باور
جائزة باور وجائزة للإنجاز في العلوم وجائزة باور لقيادة الأعمال هي أحدث الجوائز، التي تم إنشاؤها بواسطة الوصية 7.5 مليون دولار من هنري باور في عام 1988. تبلغ جوائز باور السنوية 250,000 دولار أمريكي لكل منها.

## الحاصلون على الوسام (من 1998 إلى اليوم)

### 1998
- إيمانويل ديسرفير (الهندسة)
- روبرت لافلين (الفيزياء)
- ديفيد بين (الهندسة)
- ستانلي بروسينر (علوم الحياة)
- هورست شتورمر (الفيزياء)
- دانيل تسوي (الفيزياء)
- أحمد زويل (الكيمياء)

### 1999
- نعوم تشومسكي (علوم الحاسب والعلوم المعرفية)
- دوجلاس إنجيلبارت (علوم الحاسب والعلوم المعرفية)
- فالتر كامينسكي (الكيمياء)
- باري مارشال (علوم الحياة)
- جون ماثر (الفيزياء)
- ريتشارد شورتهيل (علوم الحاسب والعلوم المعرفية)
- أكيرا تونومورا (الفيزياء)
- فكتور فالي (علوم الحاسب والعلوم المعرفية)

### 2000
- جون كوك (علوم الحاسب والعلوم المعرفية)
- إيريك كورنيل (الفيزياء)
- غوردون دانبي (الهندسة الميكانيكية)
- إيفيل غورهام (علوم الأرض)
- روبرت غرابز (الكيمياء)
- فولفغانغ كيترلي (الفيزياء)
- أنطوان لابييري (الهندسة الكهربية)
- جيمس باول (الهندسة الميكانيكية)
- كارل ويمان (الفيزياء)

### 2001
- جودا فوكمان (علوم الحياة)
- آلان غوث (الفيزياء)
- مارفن مينسكي (علوم الحاسب والعلوم المعرفية)
- كارل باري شاربلس (الكيمياء)
- روب فان در فو (علوم الأرض)
- برنارد ويدرو (الهندسة الكهربية)

### 2002
- نورمان ألينغر (الكيمياء)
- ماري ديل تشيلتون (علوم الحياة)
- سوميو إيجيما (الفيزياء)
- شوجي ناكامورا (الهندسة)
- ألكسندرا نافروتسكي (علوم الأرض)
- لوسي سوتشمان (علوم الحاسب والعلوم المعرفية)

### 2003
- بيشنو أتال (الهندسة الكهربية)
- جون باهكال (الفيزياء)
- ريموند ديفيس (الفيزياء)
- جين غودال (علوم الحياة)
- روبن هوخشتراسر (الكيمياء)
- ماساتوشي كوشيبا (الفيزياء)
- جون مكارثي (علوم الحاسب والعلوم المعرفية)
- نورمان فيليبس (علوم الأرض)
- جوزيف سماغورينسكي (علوم الأرض)
- تشارلز ثورنتون (الهندسة)

### 2004
- روجر بيكون (الهندسة الميكانيكية)
- هاري غراي (الكيمياء)
- ريتشارد كارب (علوم الحاسب والعلوم المعرفية)
- روبرت ماير (الفيزياء)
- روبرت نيونهام (الهندسة الكهربية)

### 2005
- إليزابيث هيلين بلاكبيرن (علوم الحياة)
- أرافيند جوشي (علوم الحاسب والعلوم المعرفية)
- يويتشيرو نامبو (الفيزياء)
- بيتر فيل (علوم الأرض)
- أندرو فيتيربي (الهندسة الكهربية)

### 2006
- راي كلاف (الهندسة)
- صمويل دانيشفسكي (الكيمياء)
- لونا ليوبولد (علوم الأرض)
- دونالد نورمان (علوم الحاسب والعلوم المعرفية)
- فرناندو نوتيبوم (علوم الحياة)
- جاسينتو سكوليس (الفيزياء)
- بيتر تونيس (الفيزياء)
- غوردون ولمان (علوم الأرض)

### 2007
- كلاوس بيمان (الكيمياء)
- روبرت دينارد (الهندسة الكهربية)
- ميرتون فليمنغ (علم المواد)
- آرثر ماكدونالد (الفيزياء)
- ستيفن سكوايرز (علوم الأرض)
- يوجي توتسوكا (الفيزياء)
- نانسي ويكسلر (علوم الحياة)

### 2008
- فكتور أمبروس (علوم الحياة)
- ديقيد بولكومب (علوم الحياة)
- والاس بروكر (علوم الأرض)
- ألبرت إشنموسر (الكيمياء)
- ديبورا جن (الفيزياء)
- جوديا بيرل (علوم الحاسب والعلوم المعرفية)
- أرون فادكه (الهندسة الكهربية)
- غاري روفكون (علوم الحياة)
- جيمس ثورب (الهندسة الكهربية)

### 2009
- روزينا باجكسي (علوم الحاسب والعلوم المعرفية)
- ستيفن بنكوفيتش (علوم الحياة)
- ج. فردريك غراسل (علوم الأرض)
- ريتشارد روبنز (الهندسة)
- جورج وايتسايدز (الكيمياء)
- لطفي عسكر زاده (الهندسة الكهربية)

### 2010
- خوان إغناسيو سيراك (الفيزياء)
- شافي غولدفاسر (علوم الحاسب والعلوم المعرفية)
- بيتر نوويل (علوم الحياة)
- غيرهارد سيسلر (الهندسة الكهربية)
- بريان سبالدينغ (الهندسة الميكانيكية)
- جو آن ستاب (الكيمياء)
- جيمس ويست (الهندسة الكهربية)
- ديفيد واينلاند (الفيزياء)
- بيتر تسولر (الفيزياء)

### 2011
- جون روبرت أندرسون (علوم الحاسب والعلوم المعرفية)[3]
- جيليان بانفيلد (علوم الأرض والبيئة)[4]
- نيكولا كابيبو (الفيزياء)[5]
- إنغريد دوبيشي (الهندسة الكهربية)[6]
- دين كامن (الهندسة الميكانيكية)[7]
- كرياكوس كوستا نيكولاو (الكيمياء)[8]

### 2012
- فلاديمير فابنيك (علوم الحاسب والعلوم المعرفية)
- لوني طومسون وإلين ستون موسلي-طومسون (علوم الأرض والبيئة)
- شين كارول (علوم الحياة)
- جيري نيلسون (الهندسة الكهربية)
- رشيد سونيائيف (الفيزياء)
- تسفي هاشين (الهندسة الميكانيكية)

### 2013
- جيرولد ماينوالد (الكيمياء)
- ويليام لابوف (علوم الحاسب والعلوم المعرفية)
- روبرت بيرنر (علوم الأرض والبيئة)
- رودولف يانش (علوم الحياة)
- سوبرا سوريش (الهندسة الميكانيكية)
- ألكسندر دالغارنو (علوم فيزيائية)
- مايكل ديل (جائزة باور لقيادة الأعمال)
- كينيتشي إيجا (الهندسة الكهربائية، جائزة باور للإنجازات في مجال العلوم)

### 2014
- دانيال كليبنر (علوم فيزيائية)
- كريستوفر تي والش (الكيمياء)
- ليزا توكس (علوم الأرض والبيئة)
- شونيتشي إيواساكي (الهندسة الكهربائية)
- مارك كرايدر (الهندسة الكهربائية)
- يواخيم فرانك (علم الحياة)
- علي حسن نايفة (الهندسة الميكانيكية)
- إدموند كلارك (الكمبيوتر والعلوم المعرفية، وجائزة باور للإنجازات في مجال العلوم)
- بيل جورج (جائزة باور لقيادة الأعمال)

### 2015
- ستيفن ج. ليبارد (الكيمياء)
- إليسا لي نيوبورت (علوم الحاسب والعلوم المعرفية)
- سيوكورو مانابي (علوم الأرض والبيئة)
- روجر هارينجتون (الهندسة الكهربائية)
- كورنيليا بارجمان (علوم الحياة)
- تشارلز إل. كان (علوم فيزيائية)
- يوجين جون ميلي (علوم فيزيائية)
- شوشنغ تشانغ (علوم فيزيائية)
- جون هانتسمان الأب (جائزة باور لقيادة الأعمال)
- جان بيير كروث (الهندسة الميكانيكية، جائزة باور للإنجازات في مجال العلوم)

### 2016
- نادريان سيمان (الكيمياء)
- ييل بات (الكمبيوتر والعلوم المعرفية)
- بريان أتويتر (علوم الأرض والبيئة)
- سليمان غولومب (الهندسة الكهربائية)
- روبرت لانجر (علوم الحياة)
- شو شين (الهندسة الميكانيكية)
- باتريك سون شيونغ (جائزة باور لقيادة الأعمال)
- وليام بوروكي (علوم فيزيائية، جائزة باور للإنجازات في مجال العلوم)

### 2017
- كرزيسستوف ماتيجازيفسكي (الكيمياء)
- ميتسو ساواموتو (الكيمياء)
- مايكل بوسنر (علوم الحاسب والعلوم المعرفية)
- نيك هولنياك (الهندسة الكهربائية)
- دوغلاس س. والاس (علوم الحياة)
- ميلدريد دريسلهوس (علوم وهندسة المواد)
- مارفن إل. كوهن (علوم فيزيائية)
- كلود لوريوس (الأرض وعلوم البيئة، وجائزة باور للإنجازات في مجال العلوم)
- ألان مولالي (جائزة باور لقيادة الأعمال)

### 2018
- سوزان ترامبور (علوم الأرض والبيئة)
- مانيه رازيغي (الهندسة الكهربائية)
- أدريان بيجان (الهندسة الميكانيكية)
- هيلين كوين (علوم فيزيائية)
- جون قودنوف (الكيمياء)
- فينت سيرف (علوم الحاسب والعلوم المعرفية)
- روبرت خان (علوم الحاسب والعلوم المعرفية)
- فيليپ هورڤات (علوم الحياة، جائزة باور للإنجازات في مجال العلوم)
- آن مولكاهي (جائزة باور لقيادة الأعمال)

### 2019
- جون هوبفيلد (علوم فيزيائية)
- جون إيه روجرز (هندسة المواد)
- جيمس أليسون (علوم الحياة)
- إيلي يابلونوفيتش (الهندسة الكهربائية)
- جين ليكنس (علوم الأرض والبيئة)
- مارسيا ك. جونسون (علوم الحاسب والعلوم المعرفية)
- فرانسيس أرنولد (الكيمياء وجائزة باور للإنجازات في مجال العلوم)
- إندرا نويي (جائزة باور لقيادة الأعمال)